# Theodor Esche

Theodor Esche (1817–1873)

Theodor Esche (* 3. April 1817 in Limbach; † 3. April 1873 in Chemnitz) war ein deutscher Textilunternehmer und Politiker.

## Leben und Wirken
Der Sohn des Limbacher Strumpfwarenfabrikanten Moritz Samuel Esche (1785–1854) und Urenkel von Johann Esche (1682–1752), der als Begründer der Strumpfwirkerei in Sachsen gilt, übernahm 1843 gemeinsam mit seinem Bruder Julius Esche das väterliche Unternehmen. 1853 errichteten sie das erste „geschlossene Etablissement“ für Strumpfwirkerei, in der 110 Arbeiter angestellt waren. Weiterhin befand sich ein Appreturanstalt für 60 Arbeiter vor Ort. 1863 wurde der als „gemäßigt konservativ“ eingeschätzte Esche als Vertreter der Rittergutsbesitzer des Erzgebirgischen Kreises in die II. Kammer des Sächsischen Landtags gewählt. Ab 1859 war Eduard Wiede Teilhaber und nach dem Tod von Julius Esche wurde 1867 dessen Sohn Eugen Mitinhaber der Firma, die 1870 wegen der günstigeren Eisenbahnanbindung an Zwickau nach Chemnitz verlegt wurde. Das Limbacher Unternehmen wurde verkauft und unter der Firmierung Conradi & Friedemann weitergeführt.
Esche war Besitzer des Ritterguts Lauterbach.
Theodor Esche war einer der Begründer einer Wirkschule in Limbach. Weiterhin stiftete er ein Kapital in Höhe von 150000 Mark in die Theodor-Esche-Stiftung, das nachweislich mindestens bis in die 1920er zur „Unterstützung von bedürftigen schulpflichtigen Kindern aus Chemnitz sowie junger unbemittelter Leute aus Chemnitz oder Limbach zur Erlangung einer höheren allgemeinen Vorbildung“ an der Realschule Chemnitz, der Königlichen Höheren Gewerbeschule Chemnitz, der damit verbundenen Werkmeister- und Baugewerkenschule oder der Strumpfwirkerschule Limbach ausgeschüttet wurde.